# كيو في كيوتو
كيو في كيوتو (بالإنجليزية: Kiyo in Kyoto)‏ هي سلسلة مانغا يابانية تنشر في مجلة شونن سندي الأسبوعية منذ ديسمبر 2016 وتم جمعها في 18 تانكوبون وتحولت لمسلسل أنمي من إنتاج جاي سي ستاف عرض في فبراير 2021.